# Качки залив
Качки залив је залив у Азији, део Арабијског мора. Налази се на западној обали Индије, тачније савезне државе Гуџарат. Познат је по свакодневним јаким плимама и осекама.